# Salonina

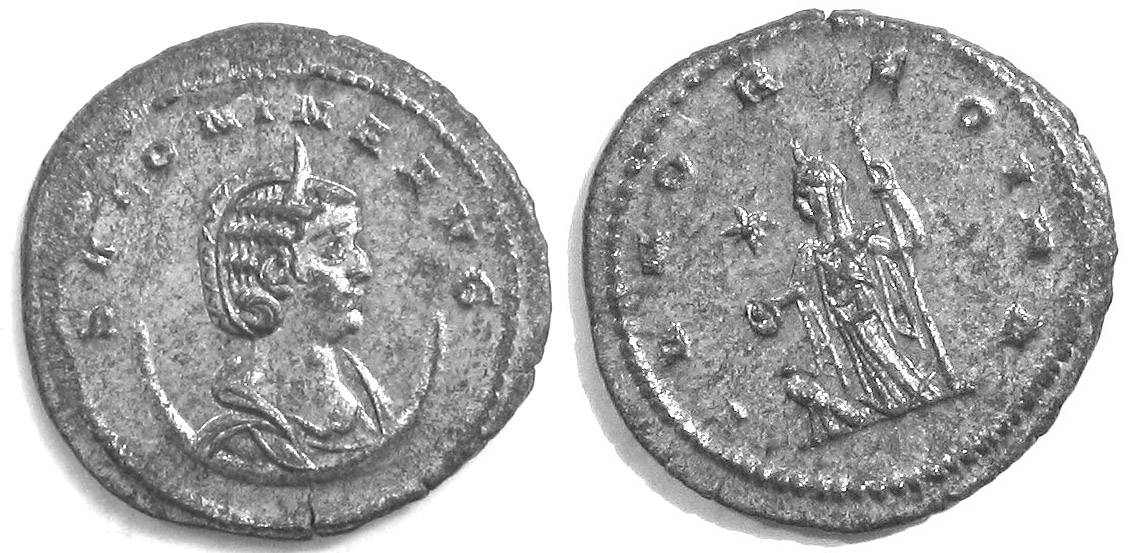
Antoninian der Cornelia Salonina

Iulia Cornelia Salonina Chrysogone († wohl im Sommer 268 bei Mailand) war die Ehefrau des römischen Kaisers Gallienus und die Mutter von Valerianus Caesar, Saloninus und Marinianus.
Saloninas Herkunft ist unbekannt. Wegen ihres auf Münzen bezeugten Beinamens Chrysogone wird vermutet, dass sie eine Griechin aus Bithynien war, doch kommt auch Herkunft aus der Stadt Salona in der Provinz Dalmatia in Betracht.
Möglicherweise schon bei der Erhebung des Gallienus zum Mitregenten seines Vaters Valerian und der Verleihung des Titels Augustus an ihn im Herbst 253 erhielt Salonina den Titel Augusta, den sie spätestens 254 führte. Es ist davon auszugehen, dass sie damals schon seit mehreren Jahren mit Gallienus verheiratet war und dass ihre beiden ältesten Söhne 253 bereits am Leben waren; ihre ersten Münzporträts zeigen eine nicht mehr junge Frau. Ihr ältester Sohn, Valerianus, starb 258, der zweite, Saloninus, wurde 260 vom Usurpator Postumus getötet. Der dritte Sohn, Marinianus, wurde wohl erst 265/266 geboren.
Salonina misstraute dem Offizier Ingenuus, dem Gallienus die Erziehung seines Sohnes Valerianus anvertraut hatte, konnte aber nichts gegen ihn ausrichten, da Gallienus ihm vertraute. Als Ingenuus sich 260 zum Gegenkaiser ausrufen ließ, erwies sich Saloninas Verdacht als berechtigt.
Spätestens ab 254 führte Salonina den Titel Mater castrorum. In einer einzigen, vermutlich späten Inschrift ist für sie der erweiterte Titel Mater castrorum et senatus et patriae bezeugt.
Als Kaiserin zeigte sie sich am kulturellen Geschehen interessiert; der Philosoph Porphyrios berichtet in seiner Lebensbeschreibung seines Lehrers Plotin, des Begründers des Neuplatonismus, dass Salonina Plotin sehr schätzte. Für sein Projekt einer Stadtgründung in Kampanien konnte Plotin auf die Unterstützung der Kaiserin hoffen.
Dass Salonina bis zum Ende der Regierung des Gallienus Kaiserin war, ist durch Münzen gesichert. Vermutlich begleitete sie ihren Mann auf seinen Reisen und Feldzügen; bezeugt ist dies zumindest für seinen letzten Feldzug, den er 268 gegen den Usurpator Aureolus führte. Gallienus belagerte Aureolus in Mailand. Als der Kaiser im Sommer 268 während der Belagerung auf Veranlassung einer Gruppe seiner eigenen Offiziere ermordet wurde, befand sich seine Frau bei ihm. Wahrscheinlich ist sie dabei ebenfalls ums Leben gekommen. Da Gallienus zahlreiche Feinde hatte, wurden sein Name und die Namen seiner Angehörigen nach seinem Tod auf Inschriften getilgt.